# Sermyle linearis
Sermyle linearis är en insektsart som först beskrevs av Henri Saussure 1870-1872.  Sermyle linearis ingår i släktet Sermyle och familjen Diapheromeridae. Inga underarter finns listade i Catalogue of Life.